# Frederiksholms Kanal
Frederiksholms Kanal (en français : le canal de l'îlot de Frédéric) est un canal navigable situé au cœur du centre-ville historique d'Indre By à Copenhague, la capitale et plus grande ville du Danemark.

## Géographie
Construit en 1681, le canal constitue le prolongement de Slotsholmskanalen et sépare l'île de Slotsholmen du quartier de Frederiksholm sur l'île de Seeland. Il commence au pont de Stormbroen et se termine à l'Inderhaven et est traversé par les trois ponts de Marmorbroen, Prinsens Bro et Bryghusbroen. Le long du canal se trouvent le manège du palais de Christiansborg, le musée national du Danemark, plusieurs ministères du gouvernement du Danemark, et le Centre d'architecture danois.